# Chrysosoma lugubre
Chrysosoma lugubre är en tvåvingeart som beskrevs av Octave Parent 1935. Chrysosoma lugubre ingår i släktet Chrysosoma och familjen styltflugor. Inga underarter finns listade i Catalogue of Life.